# Phidippus tigris
Phidippus tigris är en spindelart som beskrevs av Edwards 2004. Phidippus tigris ingår i släktet Phidippus och familjen hoppspindlar. Inga underarter finns listade i Catalogue of Life.